# Pakokku
Pakokku (birmano: ပခုက္ကူမြို့ [pəkʰoʊʔkù]) es una localidad de Birmania, capital del distrito homónimo en la región de Magway. Dentro del distrito, es la capital del municipio homónimo.
En 2014 tenía una población de 90 842 habitantes, en torno a la tercera parte de la población municipal.
Hasta el siglo XIX era una pequeña localidad rural. Tras la llegada a la zona de los británicos en 1885, los colonos la convirtieron en capital municipal en 1887 y capital distrital en 1888. En 1896 pasó a ser el centro administrativo colonial de una amplia región que abarcaba buena parte del noroeste de la actual Birmania y del noreste de la actual India. Desde 2012 alberga el puente de Pakokku, el puente más largo del país.
Se ubica a orillas del río Irawadi unos 150 km río arriba de la capital regional Magway, en el límite con la región de Mandalay.

## Clima
| Parámetros climáticos promedio de Pakokku (1981–2010) | Parámetros climáticos promedio de Pakokku (1981–2010) | Parámetros climáticos promedio de Pakokku (1981–2010) | Parámetros climáticos promedio de Pakokku (1981–2010) | Parámetros climáticos promedio de Pakokku (1981–2010) | Parámetros climáticos promedio de Pakokku (1981–2010) | Parámetros climáticos promedio de Pakokku (1981–2010) | Parámetros climáticos promedio de Pakokku (1981–2010) | Parámetros climáticos promedio de Pakokku (1981–2010) | Parámetros climáticos promedio de Pakokku (1981–2010) | Parámetros climáticos promedio de Pakokku (1981–2010) | Parámetros climáticos promedio de Pakokku (1981–2010) | Parámetros climáticos promedio de Pakokku (1981–2010) | Parámetros climáticos promedio de Pakokku (1981–2010) |
| Mes                                                   | Ene.                                                  | Feb.                                                  | Mar.                                                  | Abr.                                                  | May.                                                  | Jun.                                                  | Jul.                                                  | Ago.                                                  | Sep.                                                  | Oct.                                                  | Nov.                                                  | Dic.                                                  | Anual                                                 |
| ----------------------------------------------------- | ----------------------------------------------------- | ----------------------------------------------------- | ----------------------------------------------------- | ----------------------------------------------------- | ----------------------------------------------------- | ----------------------------------------------------- | ----------------------------------------------------- | ----------------------------------------------------- | ----------------------------------------------------- | ----------------------------------------------------- | ----------------------------------------------------- | ----------------------------------------------------- | ----------------------------------------------------- |
| Temp. máx. media (°C)                                 | 29.1                                                  | 32.3                                                  | 36.4                                                  | 39.0                                                  | 37.5                                                  | 35.3                                                  | 34.9                                                  | 33.9                                                  | 33.5                                                  | 32.7                                                  | 30.6                                                  | 28.7                                                  | 33.7                                                  |
| Temp. mín. media (°C)                                 | 13.2                                                  | 14.7                                                  | 18.6                                                  | 22.1                                                  | 24.2                                                  | 23.6                                                  | 23.8                                                  | 23.5                                                  | 23.0                                                  | 21.6                                                  | 18.1                                                  | 15.1                                                  | 20.1                                                  |
| Lluvias (mm)                                          | 0.9                                                   | 0.3                                                   | 3.9                                                   | 11.1                                                  | 88.2                                                  | 89.7                                                  | 38.2                                                  | 90.6                                                  | 117.8                                                 | 132.0                                                 | 29.6                                                  | 4.0                                                   | 606.3                                                 |
| Fuente: Norwegian Meteorological Institute            |                                                       |                                                       |                                                       |                                                       |                                                       |                                                       |                                                       |                                                       |                                                       |                                                       |                                                       |                                                       |                                                       |